# (95593) Azusienis
(95593) Azusienis (2002 FU10) – planetoida z grupy pasa głównego asteroid okrążająca Słońce w ciągu 5,33 lat w średniej odległości 3,05 j.a. Odkryta 16 marca 2002 roku.